# Adur Narsete
Adur Narsete, (in persiano آذرنرسه‎) (... – 309), è stato il nono sovrano dell'Impero sasanide; esercitò il potere nel 309.
Dopo la morte del padre Ormisda II, i nobili e il clero zoroastriano scorsero un'opportunità per guadagnare influenza all'interno dell'impero. Per questo motivo, assassinarono Adur Narsete, accecarono uno dei suoi fratelli e costrinsero un altro fratello, Ormisda, a fuggire dal territorio sasanide. Gli succedette il fratello minore Sapore II.
Adur Narseh te è menzionato solo in alcune fonti greche, mentre le fonti orientali non ne fanno menzione e nessuna delle sue monete è stata ancora trovata. La credibilità di questi scritti ellenici relativi al sovrano in esame è stata messa in dubbio da Nikolaus Schindel, il quale afferma che probabilmente Adur Narsete non regnò mai.